# 너무도 착한 그녀
《너무도 착한 그녀》는 KBS 2TV에서 2006년 9월 9일에 방영된 드라마시티이다.

## 등장 인물
- 김현균 : 박중식 역
- 유주희
- 김이지